# Eléonore Boccara
Pour les articles homonymes, voir Boccara.
Eléonore Boccara, née le 26 janvier 1986 à Maisons-Laffitte dans les Yvelines, est une animatrice de télévision française.

## Biographie

### Carrière d'animatrice
Eléonore Boccara commence sa carrière d’animatrice de télévision en présentant sur France 3 le Keno, jeu de la Française des Jeux en 2008. L’émission est diffusée depuis janvier 2014 sur MyTF1.
Depuis 2012 jusqu'à la disparition de la chaine en 2017, elle co-anime également aux côtés du nutritionniste Jean-Michel Cohen L’Équilibre est Dans l’Assiette, une émission de nutrition diffusée sur MCS Bien-être. 
C’est en septembre 2013 qu’elle rejoint la chaine d’information en continu i-Télé à la présentation des bulletins météo tous les week-ends. Elle quitte la chaîne avec d'autres journalistes au moment où celle-ci devient CNews en 2017.
Elle rejoint BFM TV en janvier 2025 où elle présente la météo.